# 悲しきレイン・トレイン
「悲しきレイン・トレイン」（かなしきレイン トレイン）は、1975年7月20日に発売されたチューリップの通算9枚目のシングル。

## 解説
リードボーカルは姫野達也。歌詞は旅立つ汽車の中から離れ離れになった恋人への想いを表した内容で、「心の旅」の続編として作成された楽曲である。メンバー・スタッフの間では「ヒット間違いなし!」と期待され発売されたが、売り上げは伸び悩む結果となった。ただし、再結成後のライブでは「心の旅」と共に取り上げられている。
1993年、オールウェイズ（チューリップを脱退した安部俊幸、姫野達也、上田雅利らが参加）によりカバーされている。
「さよならのプレゼント」はB面ではあるものの、安部がボーカルをとった唯一のシングル曲で、アルバム未収録の楽曲である（ベスト盤『チューリップ・ガーデン』に本曲と共に収録）。

## 曲目
全曲　編曲：チューリップ
1. 悲しきレイン・トレイン
  - 作詞・作曲：財津和夫
2. さよならのプレゼント
  - 作詞・作曲：安部俊幸